# 陳秋盛
陳秋盛（英語：Felix Chiu-Sen Chen；1942年7月9日—2018年4月9日），台灣指揮家、小提琴演奏家以及音樂教育家，曾擔任臺北市立交響樂團團長及音樂總監。

## 生平
陳秋盛生於新竹市，父親陳德芳為藥劑師，母親為日本人上井澄子，1952年搬至台北。陳秋盛於1957年就讀淡江英專（現為淡江大學），開始跟隨台灣省立交響樂團（現為國立台灣交響樂團）首席黃景鐘學習小提琴，十七歲時獲得台灣省小提琴比賽第一名，1962年於台北國際學舍舉辦第一場個人獨奏會。陳秋盛在台灣畢業後，便前往歐洲進修，1964年進入德國海德堡音樂學院就讀主修小提琴，隔年轉讀德國慕尼黑音樂院，事師威廉·斯特羅斯(Wilhelm Stross)，並於1968年獲得德國慕尼黑音樂院的藝術家文憑。1971年前往歐州進修，先在瑞士旁聽西蓋蒂·約瑟夫課程，也參與漢斯·斯瓦洛夫斯基的指揮研習營，回台後向蕭茲教授學習指揮。
陳秋盛返台後展開指揮生涯，曾合作過的樂團有：俄羅斯聖彼得堡愛樂、英國皇家愛樂、莫斯科愛樂、蘇聯愛樂、臺灣省立交響樂團、臺北市立交響樂團、臺北市立國樂團、國防部示範樂隊交響樂團...等。並與多位演奏家合作，包含：丹尼爾·海菲茲(Daniel Heifetz)、皮埃爾·富尼耶(Pierre Fournier)、拉娜·詹森(Dylana Jenson)、魯傑羅·里奇(Ruggiero Ricci)、迪尤金·福多(ugene Nicholas Fodor，Jr.)、安娜‧莫芙(Anna Moffo)、佛朗哥·古利(Franco Gulli)、亞歷山大·馬爾可夫(Alexander Markov)，史蒂芬·凱茨(Stephen Kates)，等。 在1986-2003 年間，陳秋盛擔任臺北市立交響樂團團長與指揮，期間製作演出了許多歌劇，如《杜蘭朵公主》、《卡門》等，並在2002年舉辦台灣首次戶外歌劇音樂會。陳秋盛於1978年率華興青少年絃樂團赴荷蘭-科克拉德市比賽，獲第八屆國際音樂比賽絃樂團首獎。 陳秋盛於2003年卸任台北市立交響樂團指揮後轉向音樂教育，所任教過台灣師範大學、台北藝術大學、東吳大學、台南藝術大學等多所台灣音樂系所， 培養眾多下一代台灣音樂家，如指揮呂紹嘉、簡文彬，小提琴家蘇顯達，中提琴家黃心芸及鋼琴家劉孟捷等國際知名台灣音樂家。

## 重要事蹟
- 2018年 第29屆傳藝金曲獎出版類特別獎。[7]
- 2002年 舉辦台灣首次戶外歌劇音樂會。
- 1978年 率領華興交響樂團參加在荷蘭舉辦的第八屆國際音樂大賽，獲得第一名。

## 出版
著作
- 2018年 《擺渡人的音樂驥旅－陳秋盛傳》，主編：陳惟芳。（台北市立交響樂團出版）

專輯
- 2005年 《炫技大提琴》，演出：陳秋盛、大衛・芬寇、台北市立交響樂團。（台北市立交響樂團出版）[8]
- 2001年 《李斯特：六首匈牙利狂想曲》，演出：鋼琴：陳秋盛、台北管弦樂團。[9]
- 2001年 《阿爾堅托・洛赫貝爾格（Argento Rochberg）：豎笛協奏曲》，豎笛：安東尼‧吉利歐帝（Anthony Gigliotti）、指揮：陳秋盛、樂團：台北交響樂團 。[10]
- 1985年 《故都素描》與HNK管弦樂團合作錄製台灣作曲家江文也之作品。[11]
- 1984年 《台灣舞曲》與HNK管弦樂團合作錄製台灣作曲家江文也之作品。[12]

## 外部連結
- 臺灣音樂群像 陳秋盛 （页面存档备份，存于）